# Роз'їзд 101
Роз'їзд 101 (каз. рзд.101) — станційне селище у складі Казалінського району Кизилординської області Казахстану. Входить до складу Майлибаського сільського округу.
У радянські часи селище називалось Бостандик.
Населення — 53 особи (2021; 44 у 2009, 64 у 1999).